# Miyake Takanori
Miyake Takanori (三宅貴憲 Miyake Takanori, sinh ngày 15 tháng 2 năm 1992) là một cầu thủ bóng đá người Nhật Bản thi đấu cho Nara Club.

## Sự nghiệp
Đầu tiên anh được ký hợp đồng với Blaublitz Akita cho J3 League 2014, anh chuyển sang Fujieda MYFC sau hai mùa giải.

## Thống kê câu lạc bộ
Cập nhật đến ngày 23 tháng 2 năm 2018.
| Thành tích câu lạc bộ | Thành tích câu lạc bộ | Thành tích câu lạc bộ | Giải vô địch | Giải vô địch | Cúp     | Cúp       | Tổng cộng | Tổng cộng |
| Mùa giải              | Câu lạc bộ            | Giải vô địch          | Số trận      | Bàn thắng    | Số trận | Bàn thắng | Số trận   | Bàn thắng |
| Nhật Bản              | Nhật Bản              | Nhật Bản              | Giải vô địch | Giải vô địch | Cúp     | Cúp       | Tổng cộng | Tổng cộng |
| --------------------- | --------------------- | --------------------- | ------------ | ------------ | ------- | --------- | --------- | --------- |
| 2014                  | Blaublitz Akita       | J3 League             | 5            | 0            | 0       | 0         | 5         | 0         |
| 2015                  | Blaublitz Akita       | J3 League             | 0            | 0            | 0       | 0         | 0         | 0         |
| 2016                  | Fujieda MYFC          | J3 League             | 26           | 0            | –       | –         | 26        | 0         |
| 2017                  | Fujieda MYFC          | J3 League             | 5            | 0            | –       | –         | 5         | 0         |
| Tổng cộng sự nghiệp   | Tổng cộng sự nghiệp   | Tổng cộng sự nghiệp   | 36           | 0            | 0       | 0         | 36        | 0         |